# Vyuha
Vyuha (Sanskrit व्यूह vyūha) bezieht sich auf die Emanationen und Manifestation der hinduistischen Gottheit Vishnu. Er findet vor allem im Pancharatra Verwendung.

## Etymologie
Das Substantiv vyūha hat als Wurzel व्यः (vyaḥ) mit der Bedeutung Bedeckung, Verhüllung, Schleier. Seine Hauptbedeutung ist Arrangement, Aufstellung (insbesondere von Truppen) und Disposition, es wird aber auch im Sinne von Trennung, Division, Auflösung, Veränderung, Verschiebung und Erkennung (beispielsweise von Silbenbestandteilen eines Wortes) benutzt.

## Im Hinduismus

### Upanishaden
In den Upanishaden taucht der Begriff Vyuha nur einmal in der Isha-Upanishad auf:

„पूषन्नेकर्षे यम सूर्य प्राजापत्य व्यूह रश्मिन्समूह
तेजो यत्ते रूपं कल्याणतमं तत्ते पश्यामि योऽसावसौ पुरुषः सोऽहमस्मि“

„Oh Sonne, der du allein durch den Himmel ziehst und alles belebst, oh Surya, Sohn des Prajapati. Ziehe deine alles versengenden Strahlen zurück. Ich werde deinen ruhmreichen Anblick verinnern, ich, der Purusha in dir.“

In diesem Vers hat vyūha die Bedeutung zurückziehen, entfernen (in Bezug auf die Sonnenstrahlen).

### Pancharatra

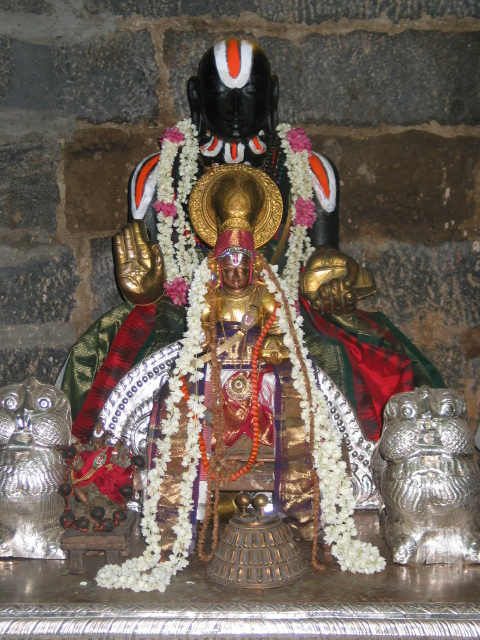
Vedanta Desika

Die Agamas des Pancharatra, die auf einer Ekayana-Rezension des Shukla Yajuveda beruhen, sind jüngeren Datums als die Veden, aber älter als das Mahabharata. Sie beinhalten laut dem Vaishnava-Gelehrten Vedanta Desika die fünffachen religiösen Tagespflichten, die da sind:
- Abhigamana
- Upadana
- Ijya
- Svadhyaya
- Yoga.

Der Name des Pancharatra leitet sich jedoch von der Beschreibung der Manifestation des Höchsten Wesens ab, die in fünf (pancha) Aspekten erfolgt:
- Para (höchste transzendentale Form)
- Vyuha (Offenbarung in vier Formen)
- Vibhava (Reinkarnation oder Herabsteigen als Avatara)
- Antaryamin (kosmische Form Gottes, die in allem und überall existiert, innerer Lenker)
- Archa bzw. Arcā (sichtbares Abbild Gottes).

#### Chatur-Vyūha
Gemäß der Vaishnava-Doktrin über die Offenbarungen Gottes wird Vishnu von Lakshmi begleitet. Die Manifestation Vishnus ist wiederum vierfacher Natur und wird Chatur-Vyuha genannt. Sie wird angeführt von Vasudeva als Schöpfer, gefolgt von Samkarshana als Erhalter, Pradyumna als Zerstörer und Aniruddha als Verteiler spirituellen Wissens.
Diese vier Chatur-Vyuha-Manifestationen Vishnus stehen wiederum in Verbindung mit den sechs Ursachen der Schöpfung, die aus Gott selbst und weiteren fünf Aspekten zusammengesetzt sind. Nacheinander sind dies Narayana (Denken), Vasudeva (Fühlen), Samkarshana (Wollen), Pradyumna (Wissen) und Aniruddha (Handeln), wobei jede göttliche Emanation seine eigene, spezifische, schöpferische Energie kontrolliert. Die sechs materiellen Eigenschaften (Gunas) Jnana (Allwissenheit), Aishvarya (Meisterschaft), Shakti (Energie, Potential), Bala (Kraft, Stärke), Virya (Tugend, Tapferkeit) und Tejas (Selbstgenügsamkeit, Glanz) agieren paarweise und sind insgesamt betrachtet sowohl Instrument als auch subtile Materie des reinen Schöpfungsvorgangs. Die Vyuhas sind die ersten erschaffenen Lebewesen und sie repräsentieren Teile eines zusammenhängenden Ganzen.  Vyuha bedeutet in diesem Zusammenhang Projektion – die Projektion des Svarupa (Gestalt des Selbst) auf Bahurupa (vielgestaltige Manifestationen).
Im  Brahma-Sutra (II.ii.42) widerspricht jedoch Badarayana, ein Kommentator des Vedanta,  der Ansicht der Bhagavata, dass die Chatur-vyuha-Manifestationen nacheinander aus Vasudeva hervorgegangen waren. Seiner Meinung nach kann es für die individuelle Seele keinen Ursprung geben, genauso wenig wie ein Werkzeug mit seinem Benützer identisch ist. Er bezeichnet diese Unmöglichkeit des Ursprungs als उत्पत्त्यसम्भवात् (utpattyasambhavāt).
Im militärischen Bereich wird die Aufstellung einer Armee (vyūha) je nach Schlachtenfortgang verändert und ihre Krieger mit unterschiedlichen Bewaffnungen werden laufend neu konstelliert. Ganz ähnlich werden vom Allerhöchsten mittels seiner Yogamaya Bewusstseinsinhalte neu arrangiert, wobei sich hinter jeder einzelnen Bewusstseinsstufe wiederum eine neue verbirgt. Die fünf bedeckenden Schichten des materiellen Körpers des Menschen (Prakriti) werden als fünf Hüllen (Panchakosa) bezeichnet. Um das wahre Selbst finden zu können, müssen diese Hüllen von außen nach innen durchdrungen werden, wobei beginnend mit dem grobstofflichen sichtbaren Äußeren zu immer feinstofflicheren Lagen im Inneren vorzugehen ist. Analog hierzu bleibt auch in den Veden die letztliche Wahrheit unter einem goldenen Deckel verborgen.

### Mahabharata

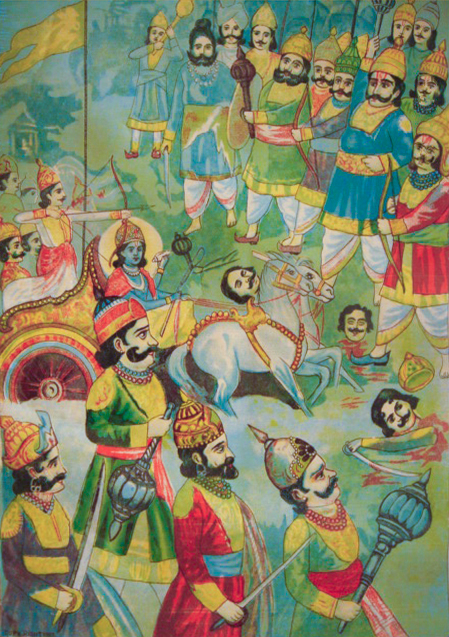
Die Schlacht zwischen Kaurava und Pandava

Im Mahabharata und in der Manu-Samhita wird der Begriff vyūha im Zusammenhang mit in ihrer Größe variierenden Schlachtenformationen erwähnt. Angeführt werden unter anderen die shakata-vyūha, eine Schlachtaufstellung in Wagenformation, garbha-vyūha (Gebärmutterformation), suchi-vyūha (Nadelformation), ardha-chandra-vyūha (Mondsichelformation), sarvatobhadra-vyūha (Großformation), makara-vyuha (Krokodilformation), shyena-vyūha (Adlerformation) usw. Vajra-vyūha war eine dreigliedrige Kriegeraufstellung. Die chakra-vyūha (Kreisformation) wurde von den Kaurava eingesetzt, der Abhimanyu, der Sohn Arjunas, nicht mehr lebendig entgehen konnte.

## Im Buddhismus
Im Mahayana-Buddhismus wird das Wort vyūha im Sinne von Arrangement (Anordnung, Einrichtung, Vorsehung, Übereinkunft) verwendet wie beispielsweise im Sinne von wunderbaren, übernatürlichen und magischen Arrangements oder von übernatürlichen Offenbarungen.
Im Sukhavati-vyuha (Vorsehung im Land der Seeligkeit)  erinnert sich Buddha vor seinem Lieblingsschüler Ananda an eine seiner vorangegangenen Inkarnationen als Amitabha. Überdies erfährt Ananda von 81 weiteren Buddhas aus Gautamas Vergangenheit, deren letztgenannter Lokeshvararaja genannt wird und der dann seinerseits in ebendiesem  Amitabha reinkarniert wurde. Lokeshvararaja praktizierte das tugendhafte Leben eines Bodhisattva, erlangte die Erleuchtung und lehrte anschließend den Dharmakara.
Von diesem zum Mahayana-Buddhismus gehörenden Sukhavati-vyuha gibt es zwei Versionen. Sie berichten beide von Amitabha, einem der fünf Dhyani-Buddhas, der sonst in keinem anderen buddhistischen Text auftaucht, weder in Pali noch in Sanskrit, sowie von Avalokiteshvara, seiner aktiven Reinkarnation als Bodhisattva.